# Valentino Degani
Valentino Degani (født 14. februar 1905 i Rovigo, død 8. november 1974 i Milano) var en italiensk fodboldspiller. 
Han var målmand og spillede næsten hele sin karriere i Inter, hvor han spillede 176 kampe i perioden 1925 til 1938. Han var derfor med til at sikre klubben det italienske mesterskab i sæsonen 1929-30. I 1925-1926 spillede han en enkelt sæson i A.C.D. Treviso, og sin sidste sæson (1939-1940) spillede han i A.S.D. La Biellese.
Degani fik aldrig kampe på det italienske A-landshold. Han var udtaget til landsholdet, der vandt en bronze ved OL 1928 i Amsterdam, men fik ikke spilletid i turneringen.